# Kakuk József (politikus)
Kakuk József (Baglyasalja, 1893. március 19. – Karancslapujtő, 1940. március 15.) bányászmunkás, politikus, párttitkár.

## Élete
Kakuk Pál és Zsiros Erzsébet fia. 1913. szeptember 27-én Salgótarjánban házasságot kötött Takács Rozáliával, Takács János és Fekete Zsuzsanna lányával. Ugyanebben az évben kapcsolódott be a salgótarjáni munkásmozgalomba, a Magyarországi Tanácsköztársaság idején az ifjúsági mozgalomban működött, a kommün összeomlása után fél évre internálták Siófokra. Miután kiszabadult, négy éven át Csehszlovákiában működött, a CSKP utasításait követve.  Az 1920-as évek elején belépett a Kommunisták Magyarországi Pártjába, amely megbízta a salgótarjáni szénmedence kommunista csoportjának létrehozásával, melyet Eppich Albert, Eppich Ede, illetve Pothornik Józseffel közösen kezdett meg. Az 1920-as években Moszkvában pártiskolát végzett, majd hazatérése után szülővárosában a kerületi pártbizottságnak volt tagja, majd titkára. 1925 második felében kezdte meg a Magyarországi Szocialista Munkáspárt megszervezését Nógrád, illetve Heves megyében, s a Nógrád megyei pártvezetőség tagja volt. 1928-ban - mások mellett - ő képviselte a baglyasaljai kerületi bizottságot a losonci pártkonferencián, míg a KMP Külföldi, illetve Központi Bizottsága részéről Kun Béla és Révai József volt jelen. Az 1929. novemberének első napjaiban tartott rendkívüli bányászkonresszust követően több társával letartóztatták, ám hamarosan szabadon engedték. 1932-ben kommunista szervezkedés vádjával ismét letartóztatták, két év két hónap börtönbüntetésre ítélték, kiszabadulása után azonban nem sokáig élvezhette a szabadságot, az 1930-as években többször letartóztatták. A kommunista történetírás szerint a kínzások következtében támadt betegsége okozta halálát, a lapujtői halotti anyakönyvi kivonat szerint a halál oka: agyvérzés.

### Levéltári anyagok
- HU BFL - VII.101.c - fegyenc.II - 349
- HU BFL - VII.18.d - 03/0439 - 1932
- HU BFL - VII.5.c - 9913 - 1932

### Újságcikkek
- Kakuk József. Munkásőr, 1960. 10. sz. 4. p.
- Kakuk József elvtárs emlékezete. Nógrádi Népújság, 1958. december 19. 3. sz.
- Kakuk József. 1893–1940. Munkásőr, 1973. 13. sz. 23. p.
- Nincs élőbb holtjainknál. Életrajzok a Nógrád megyei munkásmozgalom harcosairól. Salgótarján, 1971. 41–43. p.